# جيل لانغلي
جيل لانغلي (بالإنجليزية: Gill Langley)‏ هي كاتِبة أمريكية، ولدت في 10 أغسطس 1952.